# Loveland (Colorado)
Loveland es una ciudad ubicada en el condado de Larimer en el estado estadounidense de Colorado. En el Censo de 2010 tenía una población de 66.859 habitantes y una densidad poblacional de 736,23 personas por km².

## Geografía
Según la Oficina del Censo de los Estados Unidos, Loveland tiene una superficie total de 90.81 km², de la cual 87.01 km² corresponden a tierra firme y (4.19%) 3.8 km² es agua.

## Demografía
Según el censo de 2010, había 66.859 personas residiendo en Loveland. La densidad de población era de 736,23 hab./km². De los 66.859 habitantes, Loveland estaba compuesto por el 91.47% blancos, el 0.56% eran afroamericanos, el 0.85% eran amerindios, el 1% eran asiáticos, el 0.06% eran isleños del Pacífico, el 3.61% eran de otras razas y el 2.46% pertenecían a dos o más razas. Del total de la población el 11.69% eran hispanos o latinos de cualquier raza.